# NGC 6101
NGC 6101 је збијено звездано јато у сазвежђу Рајска птица које се налази на NGC листи објеката дубоког неба.
Деклинација објекта је - 72° 12' 4" а ректасцензија 16h 25m 48,6s. Привидна величина (магнитуда) објекта NGC 6101 износи 9,2. NGC 6101 је још познат и под ознакама GCL 40, ESO 69-SC4.